# Manota ibanezi
Manota ibanezi är en tvåvingeart som beskrevs av Heikki Hippa 2009. Manota ibanezi ingår i släktet Manota och familjen platthornsmyggor. Inga underarter finns listade i Catalogue of Life.